# Ember Győző
Ember Győző (Stájerlakanina, 1909. április 17. – Budapest, 1993. december 1.) Kossuth-díjas magyar történész, levéltáros, az MTA levelező tagja 1945-től, rendes tagja 1961-től. 1967-től 1975-ig a Magyar Történelmi Társulat elnöke.

## Élete

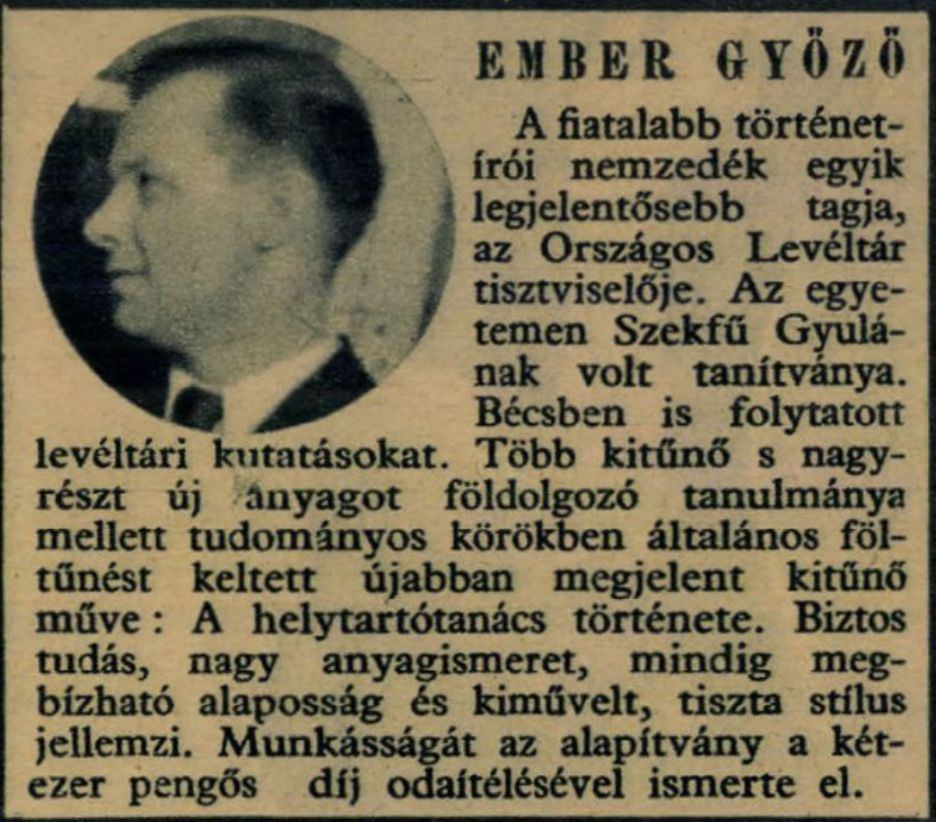
Hír a Baumgarten-díj elnyeréséről, 1942

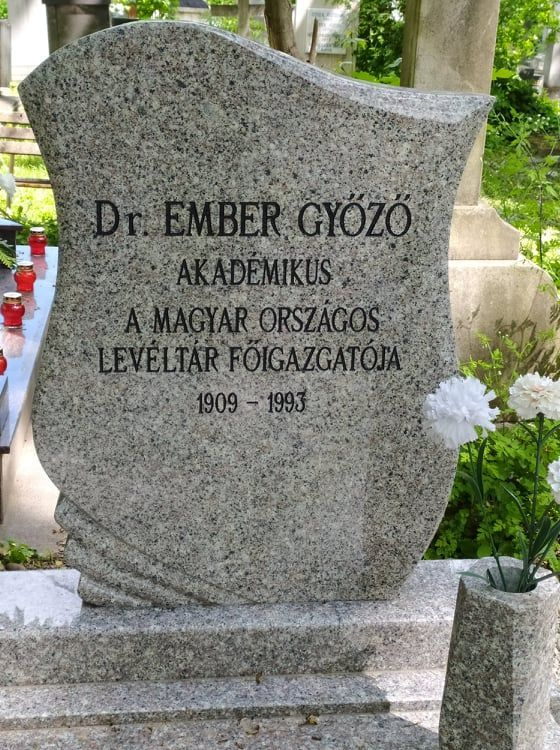
Sírja a Farkasréti temetőben

A Krassó–Szörény megyei Stájerlakaninán született 1909-ben. Apja Ember Gergely, anyja Molnár Lídia volt. Középiskolai tanulmányait a budapesti Barcsay utcai Állami Gimnáziumban (ma Madách Imre Gimnázium) végezte, majd a budapesti Pázmány Péter Tudományegyetemre járt, ahol 1933-ban szerzett történelem–latin szakos tanári diplomát. Ugyanezen évben doktorált újkori magyar történelemből Szekfű Gyula tanítványaként. 1933–34-ben a Bécsi Magyar Történeti Intézet ösztöndíjasaként az osztrák főváros levéltáraiban végzett kutatásokat. 1934 augusztusától lett a Magyar Országos Levéltár munkatársa, itt egészen nyugdíjazásáig dolgozott. 1937. május 15-én Budapesten, a Józsefvárosban házasságot kötött Kutassy Stefániával, Kutassy István és Keleti Ilona lányával.
A levéltári ranglétra minden fokát megjárta: dolgozott gyakornokként, levéltári segédőrként, később allevéltárnok, majd levéltárnok lett. 1949. április 15-étől mint megbízott főigazgató tevékenykedett, és 29 éven keresztül, 1978-ban történt nyugdíjazásáig volt főigazgatója a Magyar Országos Levéltárnak. Igazgatósága idején valósult meg a levéltári anyag manapság is érvényes egységes rendszerének kialakítása, alapleltárak készítése, és az intézmény kb. 35 000 folyóméternyi iratállományának ún. középszintű rendezése. Elképzelhetetlen lenne a mai kutatói munka a vezetősége idején keletkezett rendezési, segédletkészítési munkák nélkül. Saját maga is tevékeny művelője volt a levéltártannak, a levéltári elméleti-tudományoknak, valamint forrásközléseknek. Különféle tisztségeket töltött be a magyar tudományos közéletben. 1942-ben egyetemi magántanár lett Szekfű Gyula mellett, majd 1946-tól az újkori magyar történelmi tanszéken oktatott.
1945-ben az MTA levelező tagjává választotta, 1961-től pedig rendes tagja volt az intézménynek. Az egyetemi levéltáros képzésben is részt vett. 1967 és 1976 között a Magyar Történelmi Társulat elnöke volt, szerkesztette a Levéltári Közleményeket, és a Századok szerkesztőbizottságának is tagja volt. Mint történész, főként az újkori magyar közigazgatás történetével, illetve gazdaság- és társadalomtörténettel foglalkozott. A Farkasréti temetőben helyezték örök nyugalomra.
Arcképei a Magyar Nemzeti Levéltár Országos Levéltára weboldalán közölt életrajza, valamint a MTA Könyvtár és Információs Központ gyűjteményében láthatók.

## Munkái
- A Magyar Királyi Helytartótanács gazdasági és népvédelmi működése III. Károly korában, Budapest, 1933. 96 lap. Ismertetését lásd Bónis Györgytől. Századok, 1936. 105–106. o.
- Magyarország és az Államtanács első tagjai [pótfüzet], Századok, 1935. 554–664. o.
- A Magyar Királyi Helytartótanács ügyintézésének története 1724–1848. MOL. Budapest, 1940
- Mária Terézia úrbérrendezése és az államtanács. In: A Gróf Klebelsberg Kuno Magyar Történetkutató Intézet évkönyve. Szerk. Angyal Dávid. 5. évfolyam, Budapest, 1935. 103–149.
- A M. Kir. helytartótanács ügyintézésének története 1724-1848. Országos Levéltár, Budapest, 1940
- Az újkori magyar közigazgatás története Mohácstól a török kiűzéséig; Budapest Irodalmi Intézet, Budapest, 1946 (Magyar Országos Levéltár kiadványai III. Hatóság- és hivataltörténet)
- Magyar parasztmozgalmak 1848-ban. Budapest, Szikra K. 1949. 79 l.
- Az 1848/49-i minisztérium levéltára. Budapest, 1950
- Iratok az 1848-i magyarországi parasztmozgalmak történetéhez. Budapest, Közoktatásügyi Kiadó, 1951. 280 lap. Ismertetését lásd Barta Istvántól. Levéltári Közlemények, 25. kötet, 1954. 280–282. o.
- Louis Kossuth à la tête du Comité de la Défense Nationale; Akadémiai Ny., Budapest, 1953 (Studia historica Academiae Scientiarum Hungaricae)
- Ember Győző–Wellmann Imre–Balázs Éva: Magyarország története. 1526–1790. 1. köt. 2. r. A gyarmatosító feudális Habsburg-abszolutizmus kiépítése Magyarországon. 1711–1790; Akadémiai, Budapest, 1954
- A levéltári segédletek, 1958
- Der österreichische Staatsrat und die ungarische Verfassung 1761–1768, 1-3.; Akadémiai, Budapest, 1959-1960
- A magyar állami levéltárak fondjegyzéke, I-III., szerk., 1959-1963
- A Magyar Országos Levéltár fondjainak és állagainak jegyzéke, szerk., M.O.L. 1974.
- Az újratelepülő Békés megye első összeírásai, 1715–1730. Békéscsaba, 1977
- Levéltári terminológiai lexikon, szerk., Budapest, Akad. K., 1982
- Magyarország nyugati külkereskedelme a XVI. század közepén. Budapest, Akad. K., 1988
- Magyarország története 1686–1790, I-II., társfőszerk., társszerző, Budapest, Akad. K., 1989

## Díjak, elismerések
- Baumgarten-jutalom (1942)
- Kossuth-díj (1949)
- Munka Érdemrend ezüst fokozata 1956, arany fokozata (1967)
- Szocialista Magyarországért Érdemrend (1978)